# Mošenik, Moravče
Mošenik je naselje v Občini Moravče.